# Браничево (Голубац)
Браничево је насеље у Србији у општини Голубац у Браничевском округу. Према попису из 2022. било је 653 становника. Стари назив насеља је Бикотинце.
Овде се налази Црква Светог пророка Јеремије у Браничеву.

## Демографија
У насељу Браничево живи 770 пунолетних становника, а просечна старост становништва износи 43,8 година (43,1 код мушкараца и 44,5 код жена). У насељу има 240 домаћинстава, а просечан број чланова по домаћинству је 3,93.
Ово насеље је великим делом насељено Србима (према попису из 2002. године).
|  |

| Демографија | Демографија | Демографија |
| Година      | Становника  | Становника  |
| ----------- | ----------- | ----------- |
| 1948.       | 1.161       |             |
| 1953.       | 1.181       |             |
| 1961.       | 1.181       |             |
| 1971.       | 1.164       |             |
| 1981.       | 1.138       |             |
| 1991.       | 1.093       | 980         |
| 2002.       | 942         | 1.108       |
| 2011.       | 805         |             |

| Етнички састав према попису из 2002.‍ | Етнички састав према попису из 2002.‍ | Етнички састав према попису из 2002.‍ | Етнички састав према попису из 2002.‍ | Етнички састав према попису из 2002.‍ |
| ------------------------------------ | ------------------------------------ | ------------------------------------ | ------------------------------------ | ------------------------------------ |
|                                      |                                      |                                      |                                      |                                      |
| Срби                                 | Срби                                 |                                      | 854                                  | 90,65%                               |
| Румуни                               | Румуни                               |                                      | 5                                    | 0,53%                                |
| Муслимани                            | Муслимани                            |                                      | 1                                    | 0,10%                                |
| Мађари                               | Мађари                               |                                      | 1                                    | 0,10%                                |
| Југословени                          | Југословени                          |                                      | 1                                    | 0,10%                                |
| непознато                            | непознато                            |                                      | 71                                   | 7,53%                                |

| Година пописа     | 1948. | 1953. | 1961. | 1971. | 1981. | 1991. | 2002. |
| ----------------- | ----- | ----- | ----- | ----- | ----- | ----- | ----- |
| Број домаћинстава | 248   | 247   | 242   | 240   | 236   | 236   | 240   |

| Број чланова      | 1  | 2  | 3  | 4  | 5  | 6  | 7  | 8  | 9 | 10 и више | Просек |
| ----------------- | -- | -- | -- | -- | -- | -- | -- | -- | - | --------- | ------ |
| Број домаћинстава | 30 | 42 | 33 | 49 | 29 | 29 | 14 | 12 | 1 | 1         | 3,93   |

| Пол    | Укупно | Неожењен/Неудата | Ожењен/Удата | Удовац/Удовица | Разведен/Разведена | Непознато |
| ------ | ------ | ---------------- | ------------ | -------------- | ------------------ | --------- |
| Мушки  | 381    | 70               | 272          | 29             | 8                  | 2         |
| Женски | 418    | 47               | 281          | 71             | 17                 | 2         |
| УКУПНО | 799    | 117              | 553          | 100            | 25                 | 4         |

| Пол    | Укупно                    | Пољопривреда, лов и шумарство | Рибарство                            | Вађење руде и камена | Прерађивачка индустрија       |
| ------ | ------------------------- | ----------------------------- | ------------------------------------ | -------------------- | ----------------------------- |
| Мушки  | 215                       | 95                            | 0                                    | 1                    | 32                            |
| Женски | 182                       | 73                            | 0                                    | 0                    | 42                            |
| УКУПНО | 397                       | 168                           | 0                                    | 1                    | 74                            |
| Пол    | Производња и снабдевање   | Грађевинарство                | Трговина                             | Хотели и ресторани   | Саобраћај, складиштење и везе |
| Мушки  | 1                         | 6                             | 23                                   | 6                    | 4                             |
| Женски | 2                         | 1                             | 18                                   | 5                    | 2                             |
| УКУПНО | 3                         | 7                             | 41                                   | 11                   | 6                             |
| Пол    | Финансијско посредовање   | Некретнине                    | Државна управа и одбрана             | Образовање           | Здравствени и социјални рад   |
| Мушки  | 2                         | 3                             | 4                                    | 9                    | 8                             |
| Женски | 0                         | 2                             | 3                                    | 8                    | 13                            |
| УКУПНО | 2                         | 5                             | 7                                    | 17                   | 21                            |
| Пол    | Остале услужне активности | Приватна домаћинства          | Екстериторијалне организације и тела | Непознато            | Непознато                     |
| Мушки  | 3                         | 0                             | 0                                    | 18                   | 18                            |
| Женски | 2                         | 0                             | 0                                    | 11                   | 11                            |
| УКУПНО | 5                         | 0                             | 0                                    | 29                   | 29                            |